# Storie di Mosè ed Evangelisti
Le Storie di Mosè e gli Evangelisti sono una serie di sei dipinti a olio su tavola di Domenico Beccafumi, databile al 1538-1539 circa e conservati nel Duomo di Pisa.

## Storia
Destinate alla conca absidale, furono commissionate dall'Operaio della Primarizale Antonio Urbani (Vasari riportò erroneamente il suo successore Sebastiano della Seta). Per prime furono realizzate le due storie di Mosè, in particolare Mosé che spezza le Tavole della legge, finita il 22 giugno 1538 e pagata 350 lire, e il Castigo del fuoco, pagato con uguale somma il 29 febbraio 1539 (1538 secondo il calendario pisano). 
Poco dopo vennero commissionate anche quattro tavole degli evangelisti entro nicchie: per primi furono consegnati il San Giovanni e il San Luca (1º luglio 1539) a cui seguirono San Matteo e San Marco (25 dicembre dello stesso anno), ciascuno pagato 200 lire.
Le tavole fanno parte di un complesso decorativo di 27 pannelli portato aventi in quegli anni e fino al XVII secolo, con lavori tra l'altro anche di Andrea del Sarto e del Sodoma.

## Descrizione e stile
La serie del Duomo di Pisa è composta da sei tavole, due legate alle Storie di Mosè, in particolare all'ira del profeta e divina per aver scoperto gli Israeliti devoti al Vitello d'oro mentre riceveva le Tavole della legge sul Monte Sinai: per questo il profeta prima distrugge le tavole, poi il castigo divino si abbatte sugli infedeli Core, Dathan e Abiron sotto forma di pioggia infuocata. Queste tavole hanno un vorticoso andamento che ben si addice alle scene movimentate. Figure tormentate si aggrovigliano, urlano e si disperano, ricordando i dannati dei Giudizi universali, la statuaria ellenistica (in particolare il celebre Gruppo del Laocoonte) e Michelangelo. Nonostante i modelli, le figure sono rese diafane e allungate più che mai, dipendenti dal sinuoso contorno per prendere corpo, come effetti irreali accentuati dalla luce radente, quasi a macchie. Anche la scala delle figure è resa con estrema liberà: nella scena della distruzione delle Tavole un enorme Mosè torreggia in secondo piano davanti a un vitello d'oro piccolissimo, vicino a figure più piccole che riacquistano una dimensione normale solo con la fanciulla in primo piano. Le Storie di Mosè di Pisa contengono numerosi spunti ripresi e sviluppati nei cartoni per il pavimento del Duomo di Siena. 
Le tavole degli Evangelisti hanno un ritmo più solenne e pacato. A figura intera, i santi sono inseriti in una nicchia con la luce che proviene ora da destra, ora da sinistra, proiettando la conseguente ombra ai lati della figura. Posti vicino ai propri simboli in basso, con l'eccezione di Matteo che parla col suo angelo in alto, sono illuminati da una luce forte e radente, e arricchiti da giochi cromatici nelle vesti, dalla raffinatezza tipicamente manierista. 
| Img | Soggetto                                          | Data | Misure     | Note                                                                                      |
| --- | ------------------------------------------------- | ---- | ---------- | ----------------------------------------------------------------------------------------- |
|     | Mosè che spezza le Tavole della legge             | 1538 | 197x139 cm |                                                                                           |
|     | Castigo del fuoco celeste su Core, Datan e Abiron | 1539 | 197x139 cm | L'uomo con la barba nera che urla a sinistra potrebbe essere un autoritratto del pittore. |
|     | San Giovanni                                      | 1539 | 197x88 cm  |                                                                                           |
|     | San Luca                                          | 1539 | 197x88 cm  |                                                                                           |
|     | San Matteo                                        | 1539 | 197x88 cm  |                                                                                           |
|     | San Marco                                         | 1539 | 197x88 cm  |                                                                                           |